# محمد بامبا
محمد بامبا (بالإنجليزية: Mohamed Bamba)‏ هو لاعب كرة سلة أمريكي يلعب في مركز لاعب الوسط في نادي لوس أنجلوس ليكرز.

## روابط خارجية
- محمد بامبا على موقع الاتحاد الدولي لكرة السلة (الإنجليزية)
- محمد بامبا على موقع إن بي أي (الإنجليزية)
- محمد بامبا على موقع سبورتس رفرنس (الإنجليزية)
- محمد بامبا على موقع كرة السلة الأوروبية.كوم (الإنجليزية)
- محمد بامبا على موقع إي إس بي إن.كوم (الإنجليزية)
- محمد بامبا على موقع كلية كرة السلة في سبورتس رفرنس.كوم (الإنجليزية)
- محمد بامبا على موقع ريلجم (الإنجليزية)
- محمد بامبا على موقع بروبوليرز (الإنجليزية)
- محمد بامبا على موقع سبورتس رفرنس (الإنجليزية)